# Barbara (película de 2012)
Barbara es una película alemana del año 2012 dirigida por Christian Petzold. El drama, cuyo guion fue escrito también por Christian Petzold, se sitúa en 1980 en tiempos de la RDA y narra la estancia de una doctora, encarnada por Nina Hoss, transferida a un hospital de provincias después de solicitar sin éxito un permiso para salir del país. La película compitió en la edición 62 del Festival Internacional de Cine de Berlín en febrero de 2012 en el que Petzold ganó el Oso de Plata a la mejor dirección.
En agosto de 2012, Barbara fue elegida como candidata oficial a la nominación al Óscar a la mejor película extranjera.

## Argumento
Alemania Oriental, 1980, la doctora Barbara (Nina Hoss) ha sido trasladada por razones disciplinarias por haber presentado un "Ausreiseantrag" (permiso para salir del país), expresando oficialmente su deseo de abandonar la República Democrática de Alemania. Esto pone fin a su carrera al ser despedida de su empleo en el prestigioso hospital la Charité de Berlín Este, siendo enviada en su lugar a trabajar en un pequeño hospital en las proximidades del Mar Báltico. Allí trabaja en la sección de cirugía pediátrica, en un departamento dirigido por André Reiser. La Stasi ordena a este último que se aproxime a ella para que la espíe, pero ella rechaza sus intentos de aproximación.
Mientras Jörg, el amante de Barbara en Alemania Occidental, prepara su fuga. Al mismo tiempo, André se siente cada vez más atraído por Barbara. Cuando una joven fugitiva llamada Stella es internada en el hospital, ella contradice abiertamente a Reiser, quien pensaba que sólo estaba fingiendo y descubre que la niña sufre de meningitis. Él lo acepta y aprecia cómo ella se encarga de Stella. Barbara lee a la joven Las aventuras de Huckleberry Finn y se entera de que Stella ha escapado de un centro de detención juvenil, donde se vio obligada a realizar trabajos forzados. Stella está embarazada y sueña con criar a su hijo en Alemania Occidental, sin embargo, una vez curada debe volver al centro de detención.
Barbara se las arregla para ver a Jörg secretamente en un "Interhotel" (un hotel de Alemania Oriental para extranjeros). Se ofrece a trasladarse a Alemania del Este en lugar de huir ella para reunirse con él en el oeste. También le dice que no tendrá que trabajar, porque es rico. La Stasi castiga a Barbara por las horas en las que no la pudo encontrar, registrando su casa y sometiéndola a diversas humillaciones. 
Mientras Barbara prepara un plan para llegar a Dinamarca, acepta la invitación de Reiser a cenar con él, aunque ella sabe que debe informar a la Stasi. En esta ocasión, ella recibe un regalo de él. El libro Memorias de un cazador de Iván Turguénev y subraya que este libro contiene la historia de un médico. Se besan, pero Barbara aún no puede abandonar su sueño de ir a Alemania Occidental. 
Stella huye del centro de detención juvenil herida por un alambre de púas y busca refugio en casa de Bárbara. Barbara hace lo que puede para tratar sus heridas y la lleva a una playa, donde un hombre va a recoger Barbara y llevarla a Dinamarca, donde Jörg la espera. Pero Barbara hace que Stella se vaya en su lugar. Ella seguirá trabajando como médico al lado de Reiser.

## Reparto
- Nina Hoss: Barbara Wolff
- Ronald Zehrfeld: André Reiser
- Rainer Bock: Klaus Schütz

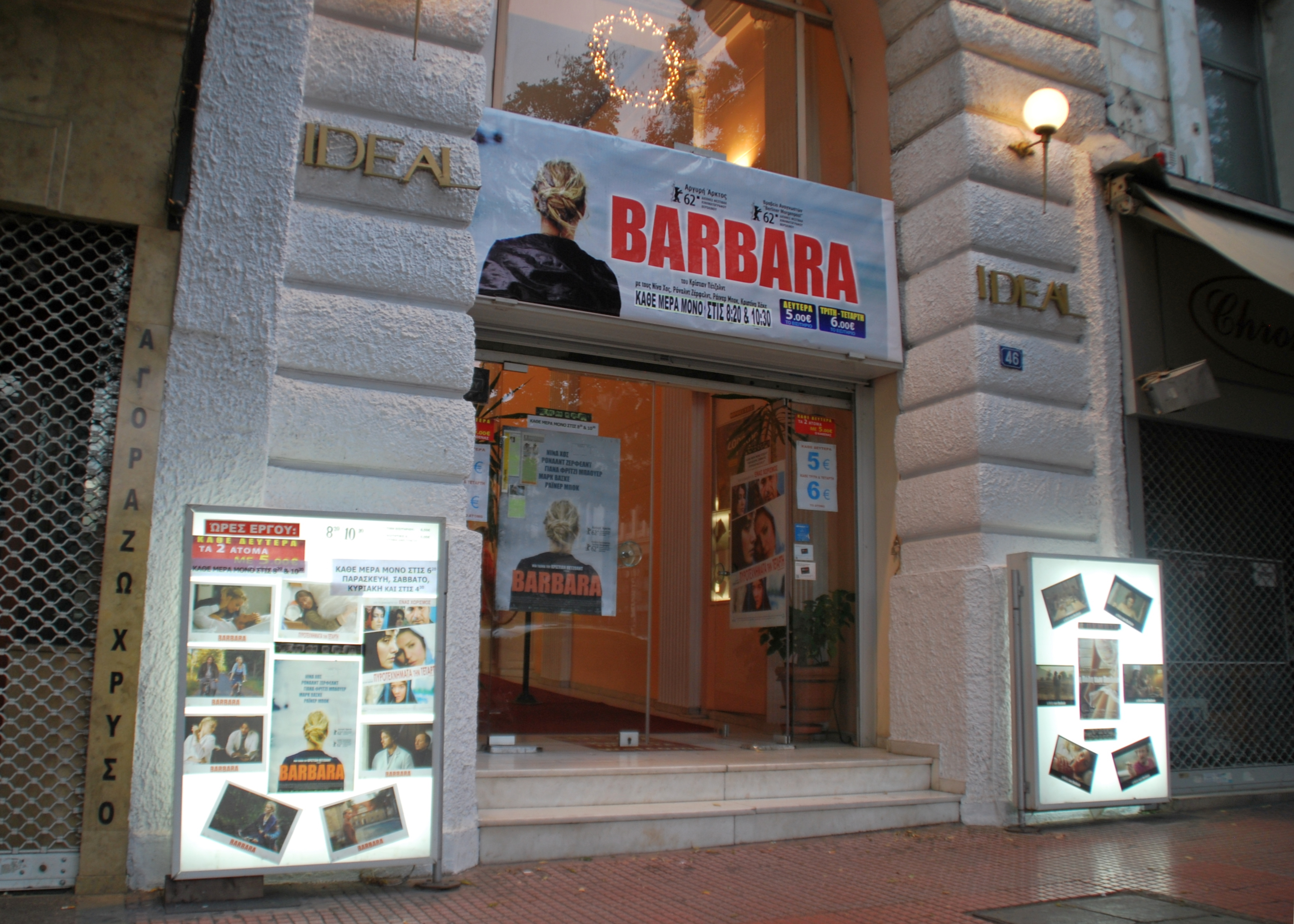
Anuncio de la película en la entrada de una sala de cine de Atenas

- Christina Hecke: Médico asistente Schulze
- Claudia Geisler: Enfermera Schlösser
- Peter Weiss: Estudiante de medicina
- Carolin Haupt: Estudiante de medicina
- Deniz Petzold: Angelo
- Rosa Enskat: Dueña de la casa Bungert
- Jasna Fritzi Bauer: Stella
- Mark Waschke: Jörg
- Peter Benedict: Gerhard
- Jannik Schümann: Mario
- Susanne Bormann: Steffi
- Alicia von Rittberg: Angie
- Kirsten Block: Friedl Schütz